# الخلية القطبية

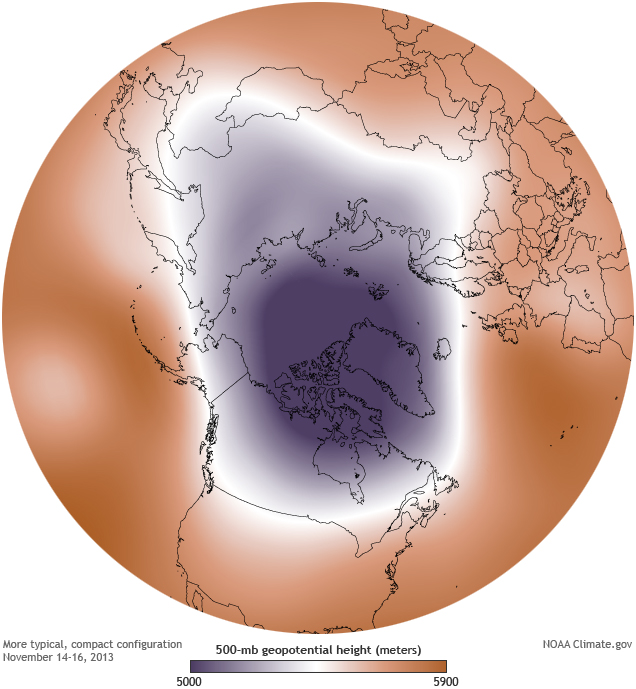
تكون دوامة القطبية نموذجية في توفمبر تشيرين الثاني من عام 2013

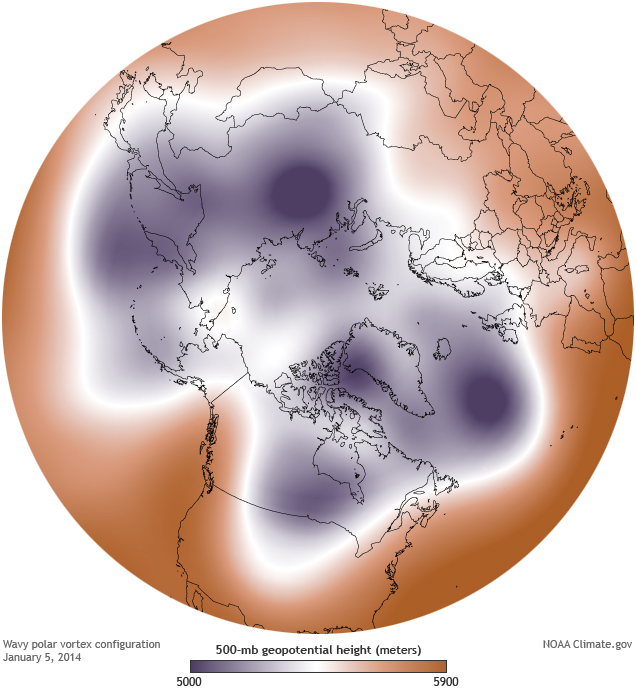
دوامة قطبية متموجة في 5 يناير 2014 1985

الخلية القطبية أو الحجيرة القطبية Polar cell تقع في كل من نصفي الكرة الأرضية في العروض العليا والقطبية بين درجتي فالعرض 60ْ و90ْ شمالاً وجنوباً وسطياً وتشبه خلية هادلي ، لكنها تجري على مقياس أصغر.
ويسود فوق كل من القطبين في طبقات الجو العالية ضغط منخفض، تتحلق حوله التيارات الهوائية الغربية العلوية، التي ما تلبث أن تهبط خلاله إلى سطح الأرض، فتتحول طاقتها الكامنة( mgZ) إلى طاقة حرارية محسوسة (CpT) تحافظ على التوازن الحراري للعروض القطبية، وتشكل فوقها على ارتفاعات قريبة من سطح الأرض طبقة انقلاب حراري تعزل العروض القطبية عن التغيرات التي تحصل في الغلاف الجوي الحر فوقها. وتتضافر البرودة الشديدة مع الحركات الهوائية الهابطة مشكلة ضغطاً مرتفعاً على السطح يعرف بالضغط المرتفع القطبي (Polar High). تنطلق منه رياح سطحية قطبية باردة نحو العروض الوسطى والدنيا. وبسبب قوة كوريوليس تنحرف نحو يمينها في النصف الشمالي من الكرة الأرضية مشكلة رياحاً شمالية شرقية، ونحو يسارها في النصف الجنوبي مشكلة رياحاً جنوبية شرقية تعرف عادة بالشرقيات القطبية (Polar easterlies). تدفع هذه الرياح في مقدمتها جبهة باردة تعرف بالجبهة القطبية (Polar Front) تفصل بينها وبين الرياح المدارية الدافئة المتجهة عبر العروض الوسطى إلى العروض العليا والقطبية . ويتشكل على طول هذه الجبهة نطاق من الضغط المنخفض يعرف بالضغط المنخفض شبه القطبي (Subpolar Low) عند دائرة 60ْ شمالاً وجنوباً وسطياً، تتجمع عنده الرياح السطحية وترتفع فوق الجبهة القطبية عائدة من الرياح الغربية العالية إلى القطب حيث تهبط ببطء إلى سطح الأرض مكملة الخلية القطبية.

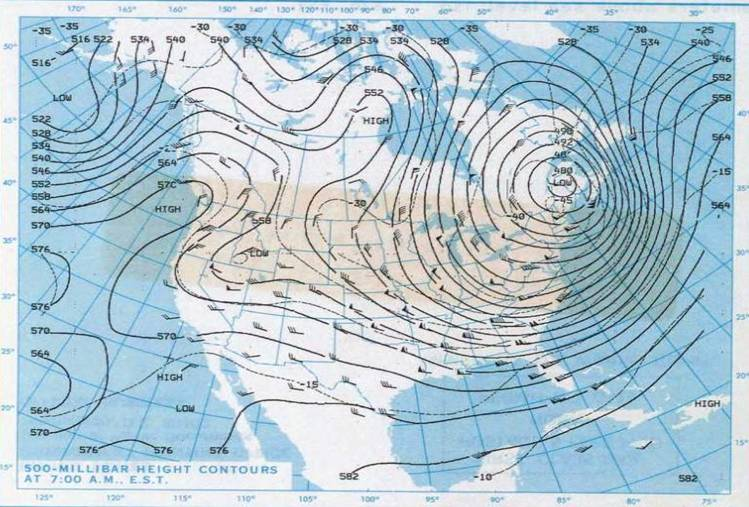
الدوامة القطبية على كيبيك وماين صباح يوم 21 يناير 1985

تتجلى هذه الدورة بوضوح أكثر في العروض القطبية الجنوبية – خاصة فيما يتعلق بالرياح الشرقية – ويعود ذلك لأن القارة القطبية عبارة عن قطعة من اليابسة يساعد غطاؤها الجليدي العظيم الدائم على تكوين الضغط المرتفع القطبي واستمراره، ويؤدي التباين الحراري الكبير بينها وبين البحار المحيطة بها من كل الجهات على ظهور نطاق الضغط المنخفض شبه القطبي حولها متماسكاً قوياً.
من جانب آخر تقع القبعة القطبية الشمالية فوق البحار المتجمدة محاطة باليابسة من كل الجهات. وبسبب التبادلات الفيزيائية لمياه البحار خلال فصول السنة تتغير قيم الضغط فيها، ولا يشكل الضغط المرتفع القطبي هنا مظهراً دائماً في الدورة القطبية. ولذلك تكون الشرقيات القطبية الشمالية غير ثابتة . وكثيراً ما تسود فيها رياح من مختلف الاتجاهات ، كما أن تداخل البحار واليابسة حولها يؤدي إلى تجزؤ حزام الضغط المنخفض المحيط بها وإضعافه. وتميل مراكز الضغوط المنخفضة إلى التشكل فوق المحيطات ، لذلك تظهر الشرقيات القطبية الشمالية بشكل رئيسي على أطراف المنخفضات الجوية المواجهة للقطب، كما هو الحال في الضغط المنخفض الأيسلندي (Icelandic Low) في شمال المحيط الأطلسي، والضغط المنخفض الألتياني (Aleutian Low) في شمال المحيط الهادي. ومع ذلك تظل الشرقيات الشمالية القطبية سائدة إلى حد ما في بقية الأصقاع القطبية.